# (4096) Kushiro
(4096) Kushiro est un astéroïde de la ceinture principale.

## Description
(4096) Kushiro est un astéroïde de la ceinture principale. Il fut découvert le 15 novembre 1987 à Kushiro par Seiji Ueda et Hiroshi Kaneda. Il présente une orbite caractérisée par un demi-grand axe de 2,81 UA, une excentricité de 0,15 et une inclinaison de 9,1° par rapport à l'écliptique.

## Compléments